# Parendacustes
Parendacustes is een geslacht van rechtvleugeligen uit de familie krekels (Gryllidae). De wetenschappelijke naam van dit geslacht is voor het eerst geldig gepubliceerd in 1924 door Lucien Chopard.

## Soorten
Het geslacht Parendacustes omvat de volgende soorten:
- Parendacustes nitens Gorochov, 2005
- Parendacustes chopardi Gorochov, 2003
- Parendacustes derelicta Gorochov, 2006
- Parendacustes dohmi Gorochov, 2003
- Parendacustes forficula Chopard, 1930
- Parendacustes glandulosus Gorochov, 1996
- Parendacustes kerinci Gorochov, 2003
- Parendacustes khaosoki Gorochov, 2003
- Parendacustes makassari Gorochov, 2006
- Parendacustes pahangi Gorochov, 2003
- Parendacustes sulawesi Gorochov, 2003
- Parendacustes supiori Gorochov, 2006
- Parendacustes cavicola Chopard, 1924
- Parendacustes javanus Chopard, 1925
- Parendacustes latifrons Chopard, 1969
- Parendacustes lifouensis Desutter-Grandcolas, 2002
- Parendacustes minutus Chopard, 1954
- Parendacustes pendleburyi Chopard, 1969
- Parendacustes pictus Chopard, 1925
- Parendacustes sanyali Bhowmik, 1970
- Parendacustes testaceus Chopard, 1930
- Parendacustes umbra Gorochov, 2005